# Phare de Büsum
Le phare de Büsum (en allemand : Leuchtturm Büsum) est un phare actif situé dans le port de pêche de Büsum (Arrondissement de Dithmarse - Schleswig-Holstein), en Allemagne. Il est géré par la WSV de Tönning .

## Histoire
Le premier phare, construit en 1878, était une simple lanterne montée sur un poteau de bois et alimentée au kérozène.
Le phare actuel , construit entre 1912 et 1913, a été mis en service en 1913. C'est un phare composé de diverses sections préfabriquées. Peint en noir à l'origine il a reçu, en 1952, sa couleur de marque de jour rouge et blanc. Il est classé monument historique.
Deux autres feux sont présents sur chaque brise-lames : un feu rouge sur la jetée ouest et un feu vert sur la jetée est.

## Description
Le phare  est une tour cylindrique préfabriquée en fonte de 22 m de haut, avec une double galerie et une lanterne, sur une base octogonale en béton. La tour est peinte en blanc et rouge et la lanterne est noire. Son feu isophase émet, à une hauteur focale de 22 m, un éclat blanc et rouge, selon direction, de 3 secondes par période de 6 secondes.
Sa portée est de 19 milles nautiques (environ 35 km) pour le feu blanc, et 12 milles nautiques (environ 22 km) pour le feu rouge.
Identifiant : ARLHS : FED-271 ; 3-07700 - Amirauté : B1606 - NGA : 10580.

## Caractéristiques dufeu maritime
Fréquence : 6 secondes (WRG)
- Lumière : 3 secondes
- Obscurité : 3 secondes

|          |
| Le phare |

|          |
| Le phare |

### Lien connexe
- Liste des phares en Allemagne